# Crotaphytus insularis
Espèce
Statut de conservation UICN

 LC  : Préoccupation mineure
Crotaphytus insularis est une espèce de sauriens de la famille des Crotaphytidae.

## Répartition
Cette espèce se rencontre en Basse-Californie au Mexique et aux États-Unis en Californie, en Arizona, au Nevada, en Utah, en Idaho et en Oregon.

## Publication originale
- Van Denburgh & Slevin, 1921 : A list of the amphibians and reptiles of Nevada, with notes on the species in the collection of the academy. Proceedings of the California Academy of Sciences, ser. 4, vol. 11, n. 2, p. 27-38 (texte intégral).